# Pointe-Noire (Québec)
Pour les articles homonymes, voir Pointe-Noire.
Pointe-Noire est un secteur compris dans le territoire de la ville de Sept-Îles au Québec (Canada). Occupé par des terminaux de transbordement du minerai de fer et l'aluminerie Alouette, le secteur est essentiellement à vocation industrielle et portuaire.

## Toponymie
Le secteur doit son nom à une pointe s'avançant dans la baie des Sept Îles. La pointe Noire est identifiée en 1913 sur une carte de Gustave Rinfret.

## Géographie
Pointe-Noire se situe sur la presqu'île Marconi, qui ferme au sud la baie des Sept Îles, une échancrure du golfe du Saint-Laurent. La pointe est située entre l'anse du Portage Sainte-Marguerite et l'anse à Brochu.
Tirant profit du havre naturel formé par la baie des Sept Îles, un complexe industrialo-portuaire axé sur la métallurgie a été aménagé à même la pointe. On y raffine le fer acheminé depuis la fosse du Labrador avant de le transborder dans des navires à destination d'aciéries. Aussi, l'aluminerie Alouette, la plus importante en Amérique, est située à Pointe-Noire, à l'extrémité orientale de la presqu'île Marconi.

## Histoire

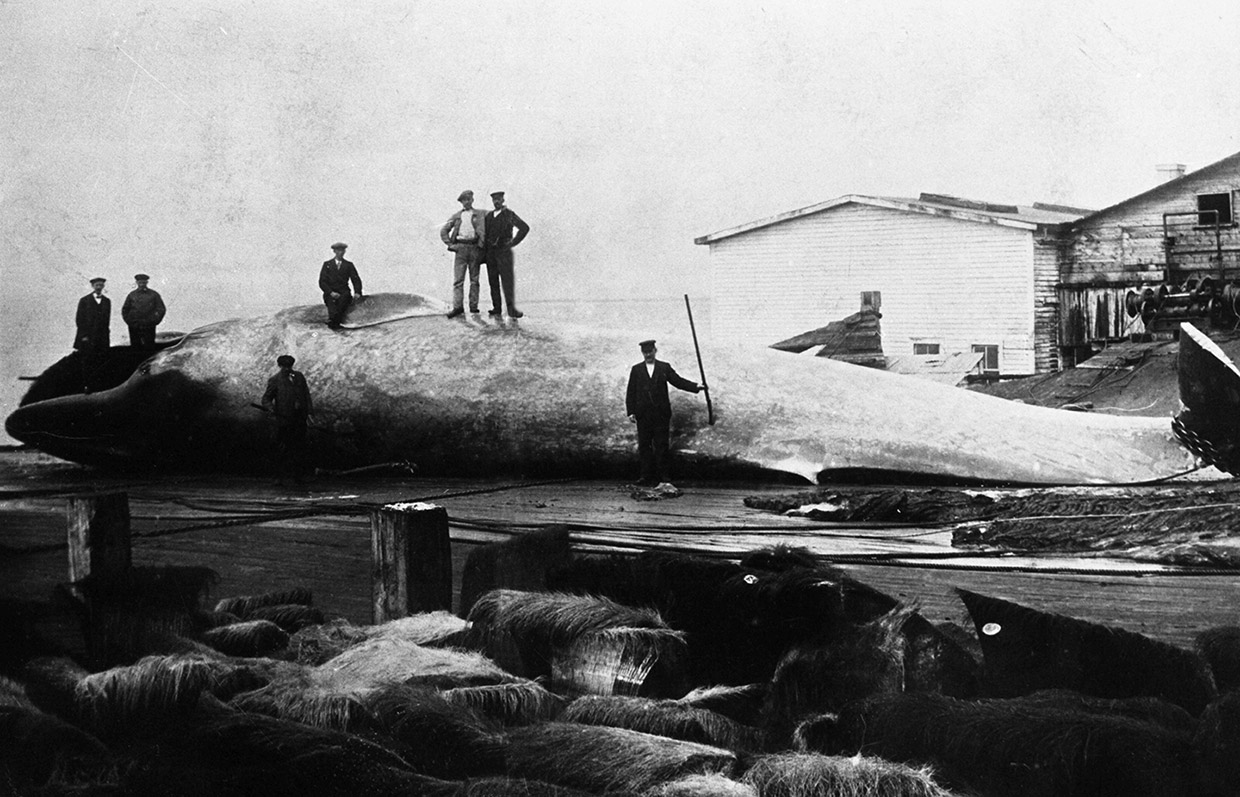
Fabrication de l'huile de baleine à Pointe-Noire vers 1910.

De 1905 à 1913, la société norvégienne Steam Whaling opère une fabrique d'huile de baleine à Pointe-Noire. À cette époque, un chemin de fer ― le premier de la région ― dessert déjà Pointe-Noire sur le parcours entre Clarke City et Sept-Îles.
Les travaux de construction d'une usine de bouletage du fer et d'un terminal portuaire débutent en 1961. L'usine est inaugurée à l'été 1965; Pointe-Noire devient alors un important secteur portuaire et industriel de Sept-Îles,,.
L'aluminerie Alouette s'implante à Pointe-Noire en 1992. En 1989, dans le contexte de la chute des marchés du fer, l'annonce de la construction d'une aluminerie de plus de 1 000 employés vient stimuler et diversifier l'économie septilienne.

## Services

### Transport

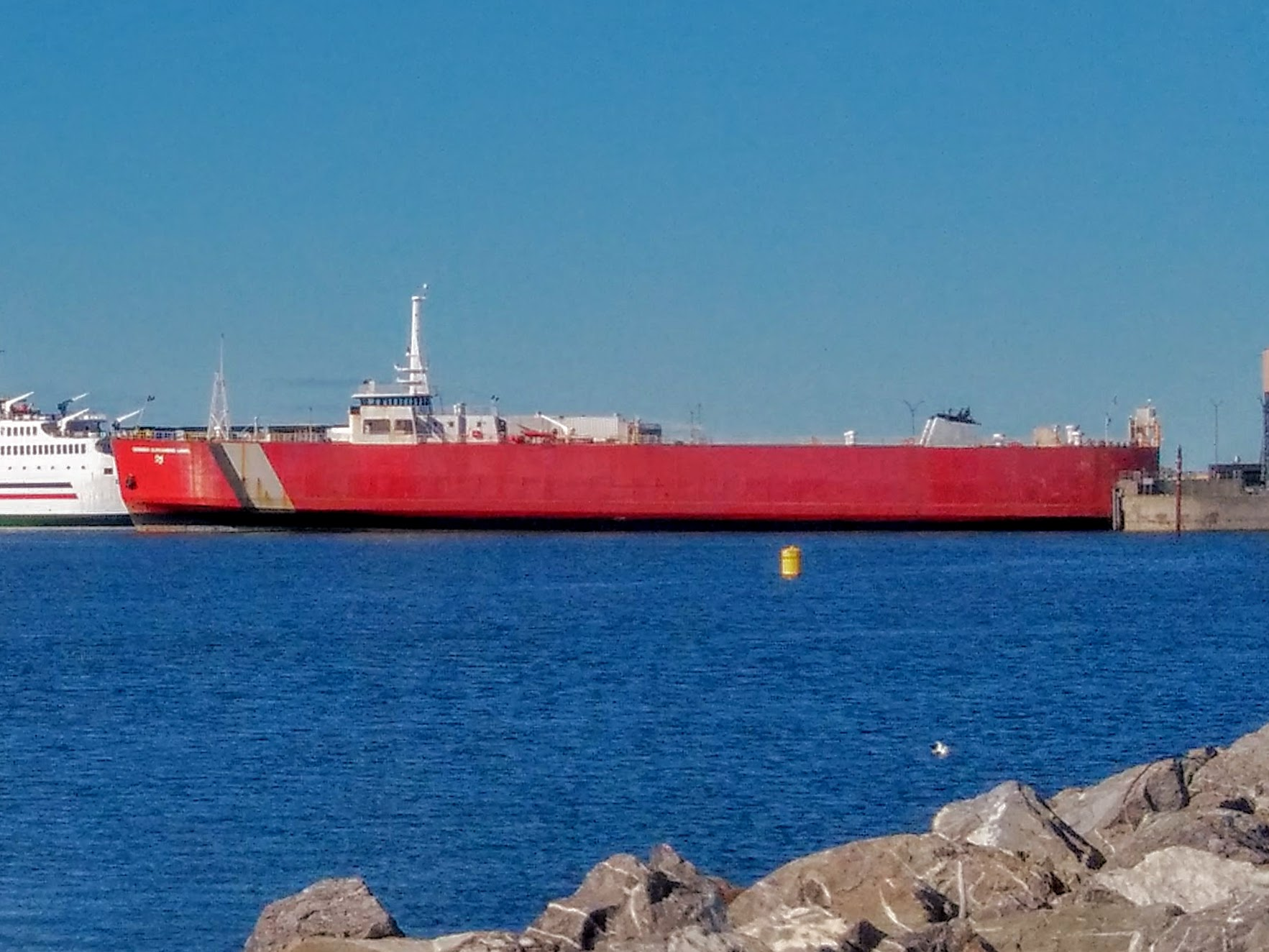
Le NM George-Alexandre-Lebel opère une liaison ferroviaire maritime entre Matane et Pointe-Noire.

Pointe-Noire est le site d'un important terminal du port de Sept-Îles. Le terminal est desservi par la le chemin de fer Arnaud, qui relie sur 38 km Pointe-Noire au chemin de fer de la Côte-Nord et du Labrador, lequel achemine le minerai de fer à la côte depuis la fosse du Labrador.
Un service de traversier-rail hebdomadaire entre Pointe-Noire et Matane, opéré par le Canadien National, permet de relier le réseau ferroviaire nord-côtier à celui du continent nord-américain,,.